# Aldeaseca
Aldeaseca è un comune spagnolo di 323 abitanti situato nella comunità autonoma di Castiglia e León.